# Gmina Klis
Gmina Klis (chorw. Općina Klis) – gmina w Chorwacji, w żupanii splicko-dalmatyńskiej. W 2011 roku liczyła 4801 mieszkańców.

## Miejscowości
Gmina składa się z następujących miejscowości:
- Brštanovo
- Dugobabe
- Klis
- Konjsko
- Korušce
- Nisko
- Prugovo
- Veliki Bročanac
- Vučevica